# 篠田総合病院
篠田総合病院（しのだそうごうびょういん、英語: Shinoda General Hospital）は、山形県山形市にある医療機関。理念は"常に患者様の権利を重んじ、 地域に根ざし 信頼される病院を目指す。"。

## 沿革
- 1918年（大正7年）12月 - 篠田産婦人科医院として開院。
- 1934年（昭和9年） - 名称を篠田病院に改称。
- 1957年（昭和32年） - 名称を現在の篠田総合病院に改称。
- 1967年（昭和42年） - 山形県内第1号の救急指定病院に指定される。
- 1978年（昭和53年） - 鉄筋コンクリート4階建新病棟新築。
- 1988年（昭和63年） - 人間ドック専用棟完成。
- 1994年（平成6年） - 本館新築工事落成。

## 施設認定一覧
- 日本脳神経外科学会専門医訓練施設
- 日本静脈経腸栄養学会認定「栄養サポートチーム（ＮＳＴ）専門療法士認定教育施設」
- 日本眼科学会専門医制度研修施設
- 日本脳ドック学会認定施設
- 地域型認知症疾患医療センター

## 診療科
- 内科
- 消化器科
- 循環器科
- 呼吸器科
- 神経内科
- 整形外科
- 外科
- 脳神経外科
- 心臓血管外科
- 泌尿器科
- 皮膚科
- リハビリテーション科
- 放射線科
- 精神診療科
- 麻酔科
- 歯科口腔外科
- 産婦人科
- 小児科
- 眼科
- 耳鼻咽喉科

## アクセス
- 公共交通機関
  - JR山形駅東口より北へ徒歩3分[1]

## その他
- 院内には二代目病院長が植樹した古代ギリシャの医聖、ヒポクラテスゆかりのプラタナス樹が存在。日本で初めて植樹したものである[2]。
- 篠田総合病院敷地内に山形県内初の院内保育所とされる篠田さくら保育園もある。

## 周辺
- 霞城公園